# Oligoaeschna zambo
Oligoaeschna zambo – gatunek ważki z rodziny żagnicowatych (Aeshnidae).